# Evangelický kostel (Štítnik)
Evangelický kostel ve Štítniku v okrese Rožňava je gotický kostel, který byl vyhlášen národní kulturní památkou Slovenské republiky 24. dubna 1970. Jde o původně trojlodní baziliku ze 14. a 15. století s krásnými hvězdicovými a síťovými klenbami. Kostel má mohutnou věž a tvoří tak výraznou dominantu celé štítnické doliny.

## Historie
První písemná zmínka o kostele pochází z roku 1355, kdy jsou uváděni jak farář tak i fara. Původně katolický kostel zasvěcený Panně Marii, slouží od období reformace v polovině 16. století evangelické církvi.

## Stavba
Současnou podobu kostel dostal po několika stavebních úpravách. Nejstarší částí kostela je sakristie, na jejímž místě stál první původní jednolodní kostel, pravděpodobně z 13. století. Chrám je trojlodní – nejvyšší částí kostela je sakristie z 2. třetiny 14. století. Při pokračování stavby v roce 1460 byla prodloužena jižní a hlavní loď, které byly zakončeny polygonálními uzávěry. Severní loď už nebyla nikdy během dalších přestaveb dokončena. Středověká stavba evangelického kostela je v současnosti pozoruhodná zejména pozdně gotickou architekturou. Největším zásahem do stavby je mohutná věž, postavená na západní straně kostela a zaklenutá v přízemí pozdněgotickou rotující klenbou s protínajícími se žebry. V roce 1740 byla věž ještě zvýšena dřevěnou nadstavbou a typicky barokně tvarovanou dřevěnou střechou. Začátkem 16. století vznikl malý kamenný varhanový chór se starými pozdněgotickými varhany, vloženými do renesanční skříně. Chór spolu s varhany patří mezi nejzajímavější památky tohoto druhu.

## Výzdoba
Na stěnách je více než 200 m² nástěnných (secco i fresco) maleb, které znázorňují různé, převážně náboženské náměty. Jsou zachovány místy ve dvou a výjimečně až ve třech vrstvách. Nejstarší malby, které pocházejí z poslední třetiny 14. století, jsou vytvořeny podle italských předloh. Mladší, z poslední třetiny 15. a začátku 16. století, vznikly pod vlivem německo-českého malířství a představují různé v té době oblíbené náboženské cykly, postavy apoštolů, světců, ale nacházejí se zde i malby znázorňující pracovní úkony a tehdejší pracovní nástroje. Evangelíci, jimž kostel sloužil od poloviny 16. století, nástěnné malby zabílili. Opětovně je odkryli až v letech 1908–1909 Štefan Groh a Kornel Divald. V kostele se nachází i 14 renesančně-barokní a raně barokních dřevěných epitafů – mortuarií, mnoho děl a výrobků uměleckých řemesel, například sbírka výšivek a kalichů.
- gotická bronzová křtitelnice z roku 1454, z dílny mistra Jána ze Spišské Soboty.
- dvoje varhany: malé, nejstarší varhany na Slovensku, jsou z roku 1492, jsou vloženy do renesanční skříně, velké varhany pocházejí z roku 1723. Starší šestiregistrový pozitiv patří k nejstarším na Slovensku, je umístěn na chóru. Dolní varhany byly zhotoveny jako dvojmanuálové s mechanickým ovládáním, ale začátkem 21. století byl do původní barokní skříně zabudován pneumatický dvojmanuál z budapešťské dílny firmy Rieger-Klos.
- renesančně-barokní hlavní oltář z roku 1636, je typem saských dvojkřídlých oltářů s obrazem narození Ježíše Krista, což je pro protestantské kostely dost netypický výjev, na křídlech zvěstování a klanění se Tří králů, jakož i bičování a ukřižování. V nástavci je obraz vzkříšení a nanebevstoupení i sv. Trojice. Na předělu je poslední večeře. Všechny malby se připisují holandskému mistru Hansi von Aachen. Oltář byl darem Gabriela Bakoše a jeho manželky Marie Bornemiszy
- raně barokní kazatelna z roku 1693, se čtyřmi plastikami evangelistů a ve středu je Spasitel světa (Salvator mundi). Na parapetu schodiště jsou dva obrazy: Nanebevstoupení a Getsemanská zahrada.
- lavice ze 16. – 18. století, byly určeny jednotlivým skupinám lidí podle významu a byly často označovány symboly, například cechů. Lavice v prebysteriu byly určeny městské radě a pocházejí z roku 1510. Pro šlechtičny byly určeny dvě uzavřené barokní skříňové lavice, částečně zahalené mřížovanými okny, aby dámy nepoutaly přílišnou pozornost; ty jsou z 18. století a patřili rodu Sontagů. Většina lavic pochází ze 17. až počátku 18. století. Před vstupem na kazatelnu je umístěna bohatě zdobená lavice bývalých evangelických biskupů, kteří sídlili ve Štítniku více než 60 let.
- náhrobní kamenné desky; nejzajímavější z nich jsou Štefana Csetnekyho, posledního z rodu Bebekovců z roku 1594, a Kláry Bebekové z červeného leštěného mramoru, okolo nich je sedm náhrobních kamenů patřících významným štítnickým rodinám, pochovaným v kryptě pod oltářem.

## Galerie

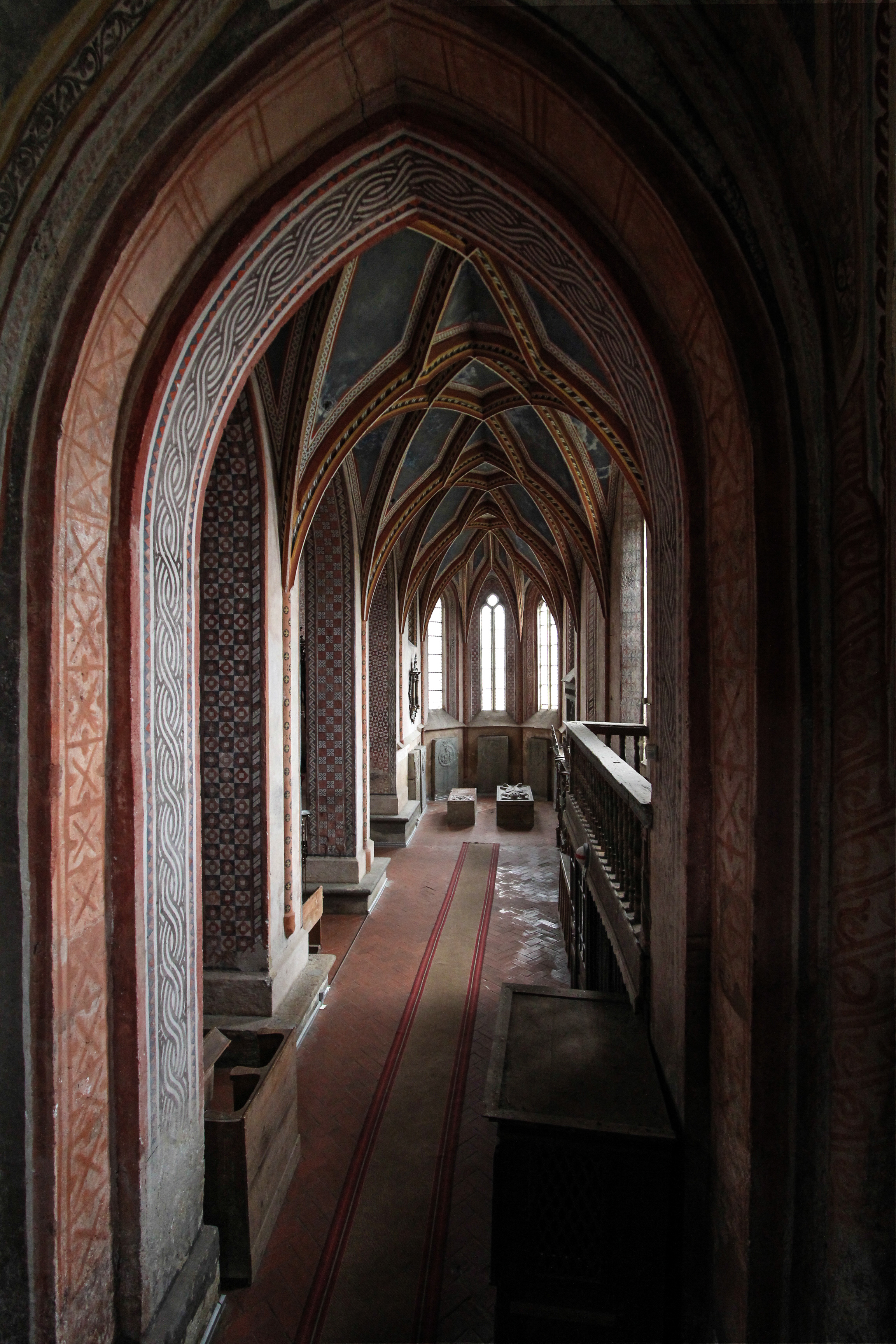
Pohřební kaple pánů ze Štítníka (Csetneky)
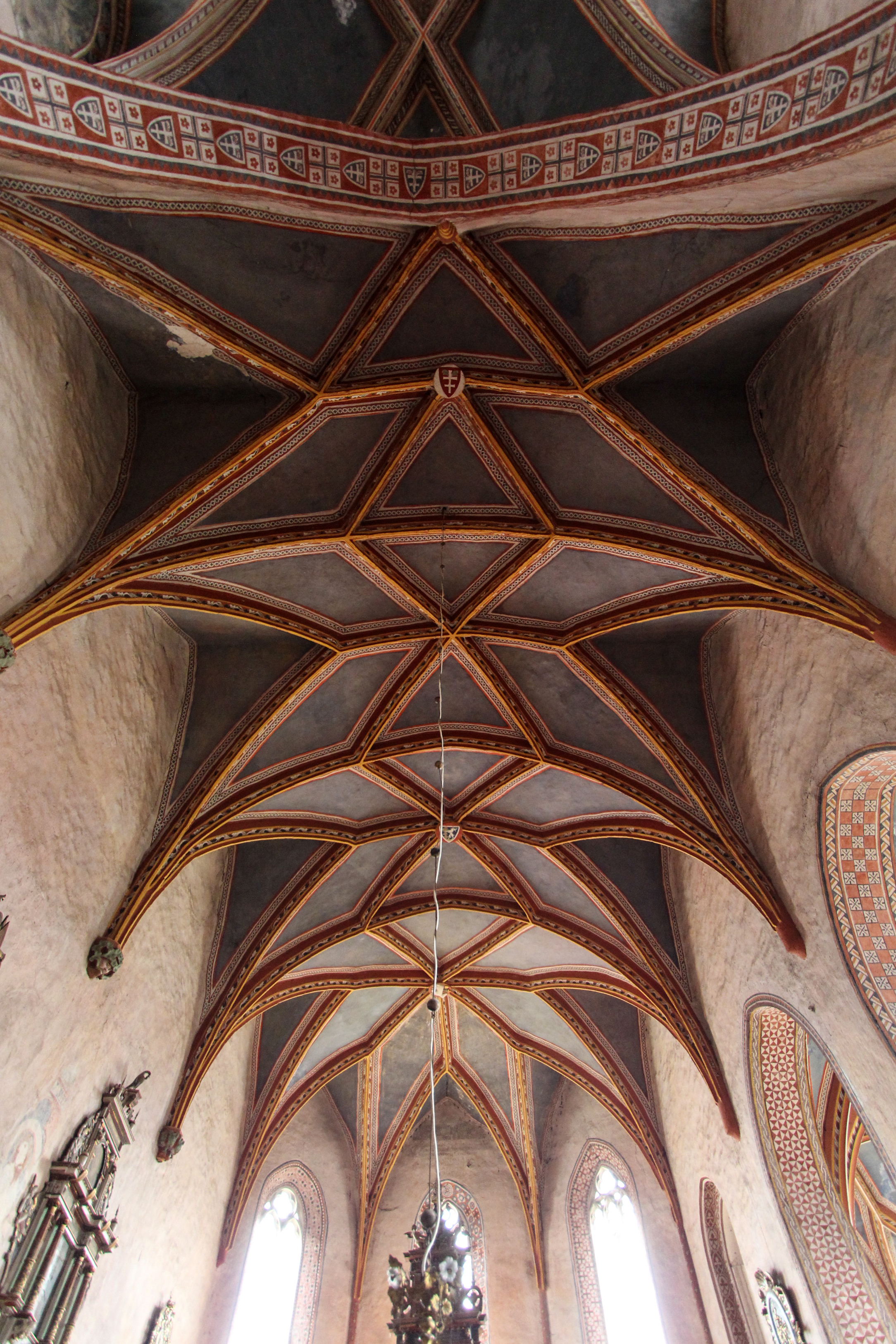
Klenba presbyteria
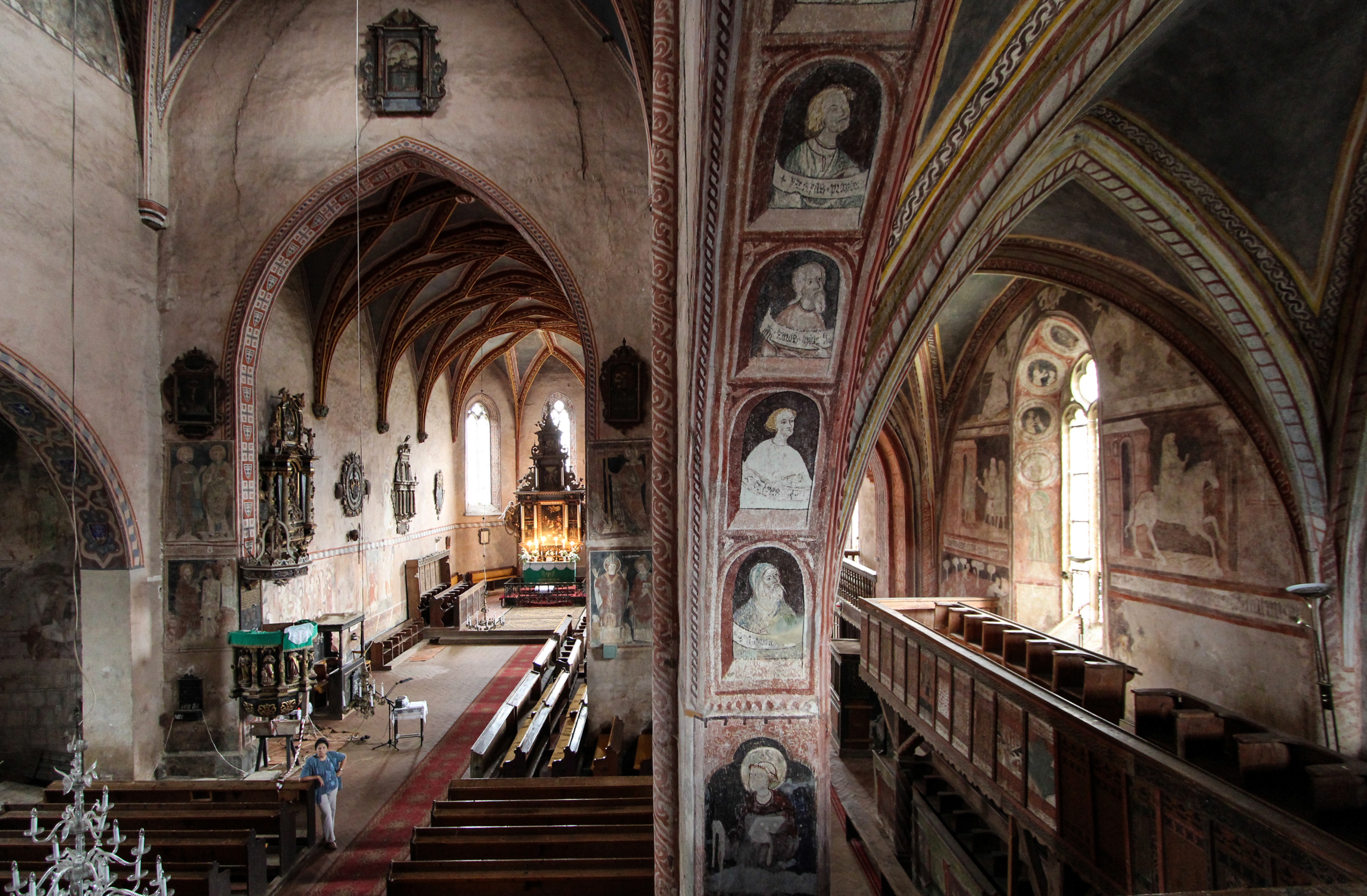
Pohled do kostela z empory